# Aly Wagner
Alyson "Aly" Kay Wagner (* 10. August 1980 in San José, Kalifornien) ist eine ehemalige US-amerikanische Fußballspielerin. Sie spielte zehn Jahre in der US-amerikanischen Nationalmannschaft und zuletzt für Los Angeles Sol in der WPS.

## Leben und Karriere
Wagner besuchte die Presentation High School in ihrer Geburtsstadt, anschließend die Santa Clara University und nahm mit dem Collegeteam Santa Clara Broncos an der NCAA Women's Soccer Championship teil, bei der sie 2001 im Finale den 1:0-Siegtreffer erzielte, wodurch die Broncos ihren bisher einzigen NCAA-Titel gewannen. Sie erhielt mehrere Auszeichnungen.
Wagner nahm mit der U-21-Mannschaft 1999, 2000 (ausgetragen in Deutschland) und 2002 am Nordic Cup teil. 1999 erzielte sie im Gruppenspiel beim 3:0 gegen Deutschland zwei Tore. 2000 gelangen ihr im Gruppenspiel gegen Schweden ebenfalls zwei Tore, diesmal zum 1:1 bzw. 2:2-Ausgleich und -Endstand. Auch im mit 1:0 gegen Deutschland gewonnenen Finale kam sie zum Einsatz.
Ihr erstes von 131 A-Länderspielen machte sie am 20. Dezember 1998 beim 5:0 gegen die Ukraine. Ihr erstes Länderspieltor war das 5:0 am 29. April 1999 beim 9:0 gegen Japan in ihrem 15. Länderspiel. Sie gehörte aber nicht zum 1999er-WM-Kader.
2000 gehörte sie zwar zum US-Kader für die Olympischen Spiele in Sydney, wurde aber nicht eingesetzt.
2002 gewann sie mit dem US-Team den CONCACAF Women’s Gold Cup und qualifizierte sich damit für die WM, die in China ausgetragen werden sollte, wegen der SARS-Erkrankung aber in die USA verlegt wurde. Sie gehörte dann auch zum Kader für die WM in den USA, wurde aber nur in den drei Vorrundenspielen und im gegen Deutschland verlorenen Halbfinale eingesetzt.
Bei den Olympischen Spielen in Athen wurde sie in allen Vorrundenspielen sowie im Halbfinale gegen Deutschland eingesetzt.
2006 nahm sie im Algarve-Cup teil, den die USA im Finale gegen Deutschland im Elfmeterschießen verlor, wobei Wagner den ersten Elfmeter verwandeln konnte. Am 30. Juli 2006 machte sie beim Freundschaftsspiel gegen Kanada ihr 100. Länderspiel.
2007 gehörte sie zum Kader der den Algarve-Cup gewann, wobei sie in den beiden Spielen gegen Kanada und Schweden, die 1:1 endeten das Tor für die USA erzielte. Für die WM in China wurde sie auch nominiert, aber nur im gewonnenen Spiel um Platz 3 eingesetzt.
Obwohl sie im Februar 2008 nach einem doppelten Leistenbruch operiert wurde, kam sie bereits im Juni wieder zum Einsatz und wurde auch in den Kader für die Olympischen Spiele in Peking berufen. Dort wurde sie aber lediglich im letzten Vorrundenspiel gegen Neuseeland eingewechselt. Ihr letztes Länderspiel machte sie am 8. November 2008 beim 1:0 gegen Südkorea. Sie gehörte zwar noch zum 2009er Player-Pool, wurde aber nicht mehr eingesetzt. Am 24. Januar 2010 wurde das Ende ihrer Profi-Karriere bekannt gegeben.

## Privates
Sie ist verheiratet mit Adam Eyre, einem ehemaligen Profifußballer der Miami Fusion und New England Revolution. Auch ihre Geschwister spielten am College Fußball und nachdem sie ihren Bruder Jeff beim Triathlon gesehen hatte, nahm sie 2005 auch an Triathlon-Wettbewerben teil.

## Erfolge
- Olympiasieger 2004, 2008
- WM-Dritte 2007
- Algarve-Cup-Siegerin 2004, 2005, 2007

## Auszeichnungen
- 2000: U.S. Soccer Young Female Athlete of the Year[11]